# Alte Post (Krefeld)
Die Alte Post ist ein denkmalgeschütztes Wohn- und Geschäftshaus in Krefeld. Der Buschhüter-Bau steht im Südwesten der Innenstadt an der Ecke Dreikönigenstraße und Steinstraße.

## Geschichte und Beschreibung
Das Gebäude wurde von Karl Buschhüter, der auch weitere Häuser in Krefeld und der Umgebung entwarf, im Auftrag von der Witwe Krieger geplant und 1904 im Jugendstil erbaut. Ihren Namen verdankt die „Alte Post“ einer Postfiliale, die sich ursprünglich im Sockelgeschoss befand.
Seit 1978 ist die Alte Post im Teileigentum der Stadt Krefeld. Seit Ende 2012 plant diese den Verkauf der ehemaligen Schalterhalle. Sie strebt eine Veräußerung an den gemeinnützigen Verein „Kunst und Krefeld e.V.“ an. Die Halle umfasst mit anschließenden Neben- und Kellerräumen rund 200 Quadratmeter und steht mit kleineren Ausnahmen seit über zehn Jahren leer. Zuletzt nutzte sie die Hochschule Niederrhein bis 2002 als Ausstellungsfläche.
Das Gebäude ist dreigeschossig. Es liegt an einem kleinen Platz, an dem sich die Lindenstraße, die Steinstraße und die Dreikönigenstraße kreuzen. Zu jeder liegt ein Fassadenteil. Das Bauwerk besteht im Prinzip aus zwei einzelnen Häusern, die sich zur Alten Post zusammenschließen. Entsprechend gibt es zwei separate Eingänge. Das Sockelgeschoss ist mit grünem Anröchter Dolomit ausgestattet, die darüber liegenden Geschosse inklusive des Giebels, der sich an der Kopfseite zur Lindenstraße befindet, sind mit Tuffstein verkleidet. Das Gebäude hat ein Satteldach aus Schiefer mit einer ringförmigen Bekrönung. Die Eckerker sind stockwerkübergreifend, ebenso wie die vertikalen Fenster, und enden nach oben in kleinen Türmchen. Besonders sind auch die von Karl Buschhüter eingearbeiteten Details, zu denen neben diversen Verzierungen auch ein großer Adler mit ausgebreiteten Flügeln aus Werkstein über der Toreinfahrt zur ehemaligen Paketausgabe der Postfiliale an der Dreikönigenstraße zählt.
Die Alte Post ist unter der Nummer 61 als Baudenkmal in die Denkmalliste der Stadt Krefeld eingetragen.